# Collision de l'aéroport de Jakarta
La collision de l'aéroport de Jakarta est un accident survenu le 4 avril 2016 sur l'aéroport Halim-Perdanakusuma de Jakarta entre un Boeing 737-800 de la compagnie indonésienne Batik Air en phase de décollage, et un ATR 42-600 de TransNusa Air Services, qui était remorqué à travers la piste de l'aéroport. 
Malgré les dégâts importants subis par les deux appareils, on ne compte aucun mort, ni blessé parmi les 56 passagers et membres d'équipage du 737, ni parmi les 4 membres d'équipages de l'ATR 42, dont deux se trouvant au sol au moment de la collision.

## Avions

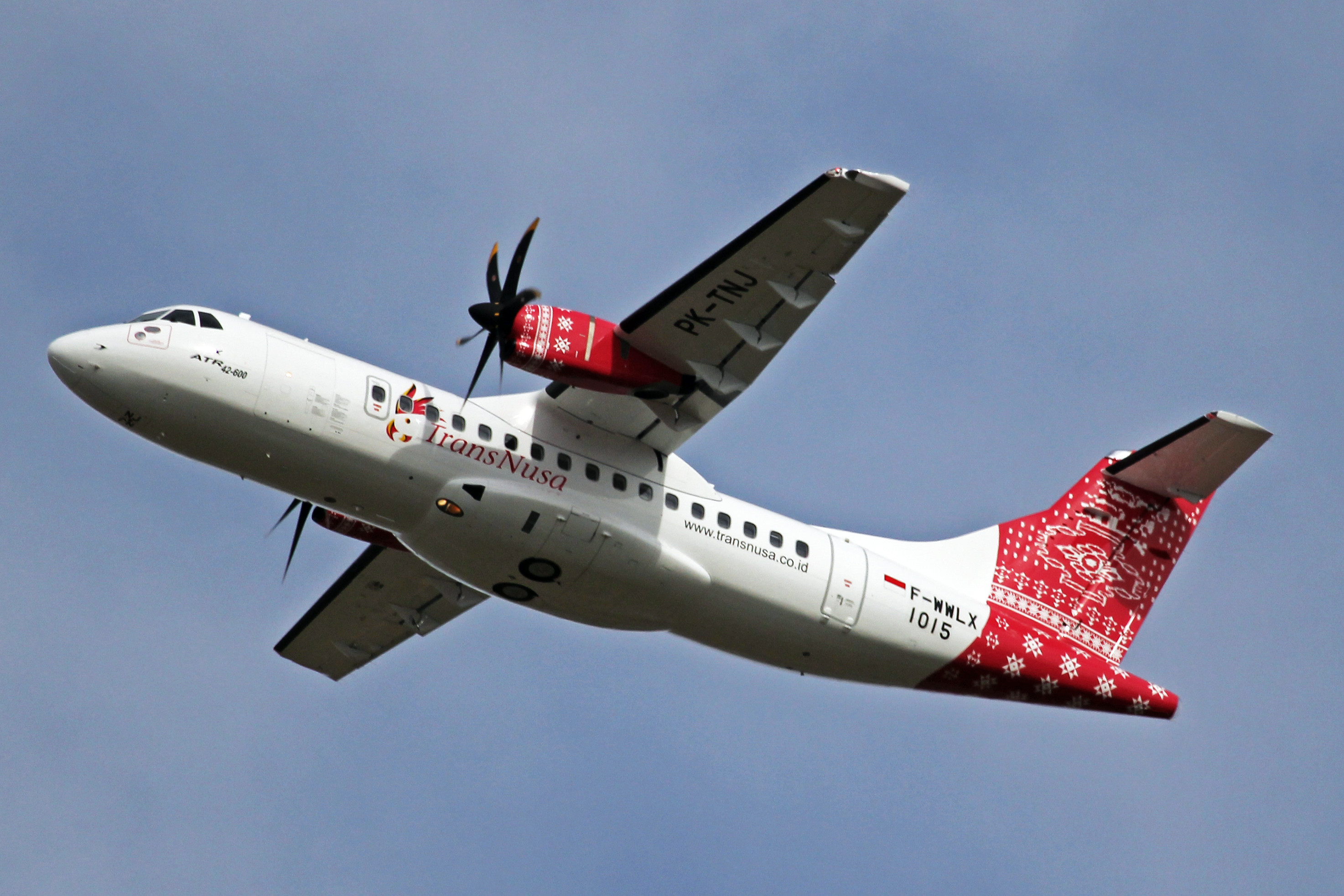
PK-TNJ, l'ATR 42 accidenté, ici en septembre 2014, deux ans avant la collision.

Les deux appareils étaient relativement neufs au sein de leurs compagnies, l'ATR 42-600, immatriculé PK-TNJ, a été livré à TransNusa Air Services en septembre 2014,  
Le Boeing 737-8GP(WL), immatriculé PK-LBS, a été livré à Batik Air, une filiale de Lion Air, en novembre 2014. Il assurait le vol 7703 de la compagnie indonésienne Batik Air, un vol intérieur régulier entre l'aéroport Halim-Perdanakusuma, à Jakarta, et l'aéroport international Sultan-Hasanuddin, à Makassar. 

## Accidents
D’après une conférence de presse menée par le directeur général de l’aviation civile indonésienne, l’accident s’est produit à 19h55. L'ATR-42 de TransNusa Air Services était alors remorqué jusqu'à un hangar de l'aéroport au moment où le vol 7703 décollait de la piste 24. L'aile gauche du 737-800 a sectionné l'empennage vertical et l'extérieur de l'aile gauche de l'ATR 42 et a gravement endommagé l'aile gauche du vol 7703. 
Le vol 7703 a ensuite viré et son aile a pris feu, les survivants rappelant que certains passagers ne savaient pas qu'une collision avait eu lieu, et n'ont ressenti qu'une légère secousse. Les témoins au sol ont déclaré qu'il y avait eu une forte détonation au moment de la collision. Quelques secondes plus tard, ils ont remarqué que l'aile gauche du 737 était en feu.

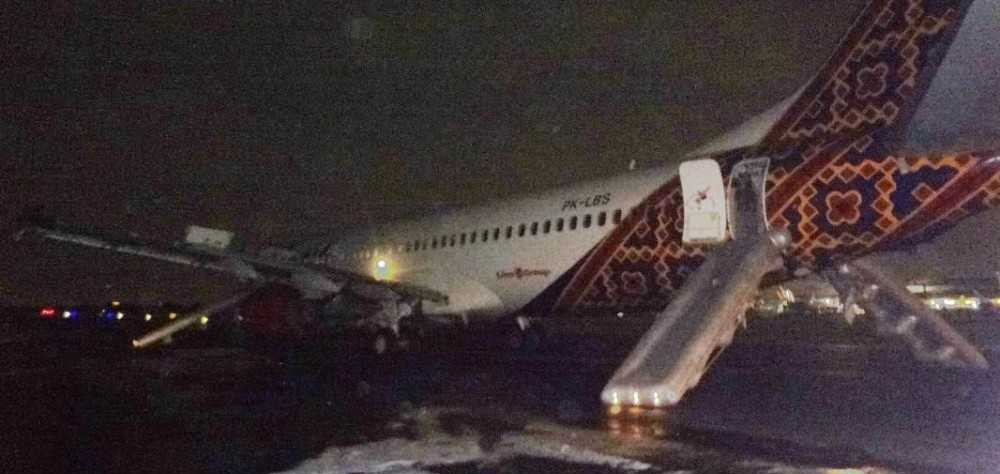
Le Boeing 737-800 impliqué dans l'accident, après l'évacuation de ses occupants.

Les passagers et l'équipage ont ensuite évacué l'avion, les pompiers de l'aéroport sont intervenus et ont éteint les flammes sur l'aile, puis les passagers et l'équipage ont été transportés en bus jusqu'au terminal de l'aéroport.

## Enquêtes
Le ministre des Transports indonésien, Ignasius Jonan, a chargé le Comité national pour la sécurité dans les transports (NTSC) d'enquêter sur les causes de l'accident.
Le président de TransNusa Air Services, Juvenile Jodjana, a tenu une conférence de presse et a déclaré que l'équipage du remorqueur a suivi la procédure établie pour le remorquage de l'ATR-42 sur la piste, l'avion devant se garer sur une aire de trafic dans la partie sud de l'aéroport. Le porte-parole de Batik Air a également déclaré que l'équipage du vol 7703 avait suivi les procédures et avait été autorisé à décoller par le contrôle aérien (ATC). Les enquêteurs ont récupéré les deux enregistreurs de vol des deux avions et ont ensuite analyser le contenu dans les installations du NTSC. Ils ont également interrogé l'équipage du vol 7703 et les contrôleurs aériens en service au moment de l'accident, ainsi que l'équipe chargé du remorquage au sol, concernant la procédure de roulage ainsi que sur la maintenance des deux avions.
Après avoir analysé le contenu des enregistreurs de vol, il a été révélé que le 737 de Batik Air a été autorisé à décoller, tandis que l'ATR 42 de TransNusa Air Services était toujours sur la piste. Les pilotes étaient conscients qu'une collision était inévitable et ont tenté de faire dévier l'avion pour éviter une collision plus grave. Les experts estiment également que l'accident pourrait avoir été causé par une mauvaise coordination entre le service ATC, l'équipage du remorqueur au sol et l'équipage du vol 7703.
Les enregistreurs de vol, qu'il s'agisse de l'enregistreur phonique (CVR) ou de l'enregistreur de paramètres (FDR), de l'ATR 42 n'ont fourni aucune donnée car l'alimentation électrique de l'avion était couper au moment de l'accident. Par conséquent, le NTSC n’a pu récupérer que les données des enregistreurs de vol du Boeing 737, qui était alors alimenté en courant alternatif via les batteries de l'avion. Le NTSC a déclaré que, comme l'ATR 42 remorqué n'était pas alimenté en électricité, aucune des lumières à l'intérieur et à l'extérieur de l'avion n'était allumée. La communication radio était également désactivée, de sorte que l'équipe au sol de l'ATR 42 remorqué ne pouvait communiquer avec la tour qu'en se servant de la radio portative.
L'absence d'éclairage à bord de l'ATR 42 empêchait le contrôleur aérien de remarquer le mouvement de l'avion au sol, sachant qu'il faisait nuit, le tout aggravé par de légères averses sur l'aéroport. Le contrôleur adjoint ne pouvait voir que les lumières du remorqueur. À ce stade, le conducteur du véhicule de remorquage a déclaré qu'il avait vu le vol 7703 s'aligner pour le décollage, puis a demandé à la tour Halim si le vol 7703 commençait le décollage, mais il n'y a eu aucune réponse de la tour de contrôle. Craignant que le vol 7703 ne décolle, le conducteur du remorqueur a alors accéléré le remorquage et fait dévier son véhicule vers le côté droit de la piste.
Le pilote a déclaré que pendant l'alignement, les lumières entourant l'aire de demi-tour étaient très brillantes et ont affecté sa vision vers l'avant pendant une courte période. Il était courant à l'aéroport de s'aligner sur l'aire de demi-tour au-delà du seuil de la piste 24. Le contrôleur aérien observe alors s'il y a un autre avion ou un véhicule présent sur la piste. Comme ils n'ont rien vu d'anormal sur la piste, le vol 7703 a ensuite été autorisé à décoller. Lors du décollage, le copilote s'aperçoit alors qu'il y a quelque chose sur la piste, le commandant de bord prend rapidement les commandes et appuie immédiatement sur le palonnier droit. L'aile gauche du 737 a ensuite percuté l'ATR 42, à une vitesse de 80 nœuds (150 km/h).

## Conséquences

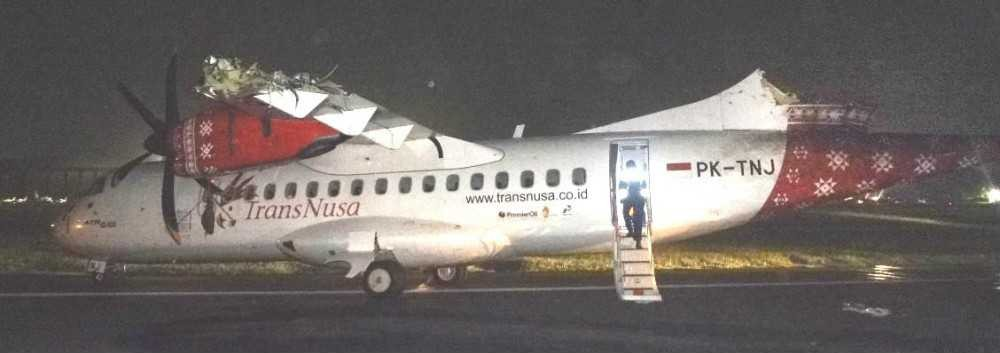
PK-TNJ, l'ATR 42-600 impliqué dans l'accident, ici photographié après la collision.

L'ATR 42 a été endommagé de manière irréparable et a été retiré du service, tandis que le Boeing 737-800 a subi des dommages structurels et un incendie sur son aile gauche, mais il a été réparé et remis en service chez Batik Air en septembre 2016.
À la suite de l’accident, l’aéroport Halim-Perdanakusuma a été fermé jusqu’à 22h00. Plusieurs vols qui devaient y atterrir ont été détournés vers l'aéroport international Soekarno-Hatta, dont cinq vols de Citilink. Les deux avions a été évacué et la piste a été débarrassée des débris de la collisions. L'aéroport a été rouvert le 5 avril à minuit et cinq autres avions ont pu décoller de l'aéroport.